# Georg Hellmesberger junior

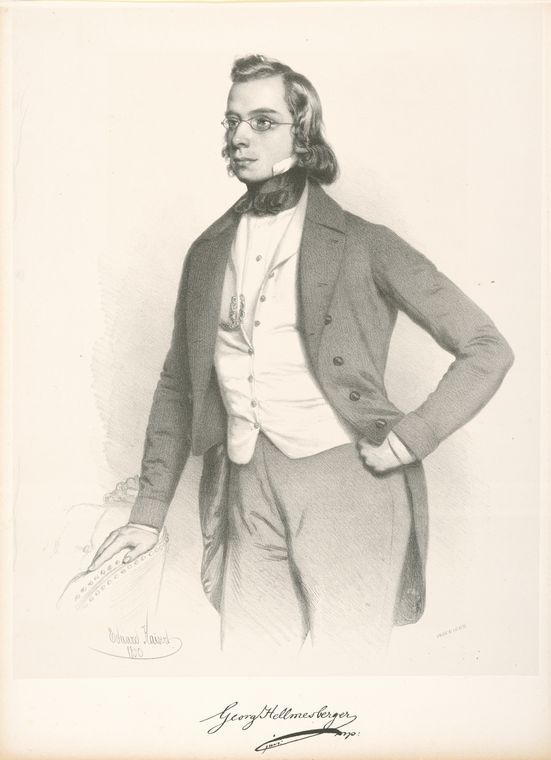
Georg Hellmesberger junior, litografi av Eduard Kaiser.

Georg Hellmesberger, född den 27 januari 1830 i Wien, död den 12 november 1852 i Hannover, var en österrikisk violinist och kompositör, son till Georg Hellmesberger senior och bror till Josef Hellmesberger senior.
Hellmesberger studerade violin för sin far och komposition för Ludwig Rotter. År 1847 gjorde han en konsertresa genom Tyskland och England.
År 1850 blev han konsertmästare och musikdirektor för vaudeville och balett i Hannover. Kort före sin alltför tidiga död blev han kapellmästare.
Hans verk omfattar operor (Die Bürgschaft, 1848 och Die beiden Königinnen, 1851), symfonier, kammarmusik och solostycken för violin.